# Trofeo Matteotti 1964
Il Trofeo Matteotti 1964, diciannovesima edizione della corsa, si svolse il 9 agosto 1964 su un percorso di 272,1 km. La vittoria fu appannaggio dell'italiano Guido De Rosso, che completò il percorso in 6h51'55", precedendo i connazionali Giovanni Fabbri e Giuseppe Sartore.

## Ordine d'arrivo (Top 10)
| Pos. | Corridore          | Squadra | Tempo    |
| ---- | ------------------ | ------- | -------- |
| 1    | Guido De Rosso     | Molteni | 6h51'55" |
| 2    | Giovanni Fabbri    | Cite    | a 2'00"  |
| 3    | Giuseppe Sartore   | Cynar   | a 2'02"  |
| 4    | Franco Cribiori    | Gazzola | a 2'13"  |
| 5    | Raffaele Marcoli   | Legnano | s.t.     |
| 6    | Primo Nardello     | Ignis   | s.t.     |
| 7    | Flaviano Vicentini | Ignis   | s.t.     |
| 8    | Antonio Bailetti   | Carpano | s.t.     |
| 9    | Michele Dancelli   | Molteni | s.t.     |
| 10   | Bruno Mealli       | Cynar   | s.t.     |